# Anna Finocchiaro
Anna Maria Paola Luigia Finocchiaro (Modica, 31 marzo 1955) è una politica e magistrata italiana.
È stata ministra per le pari opportunità nel primo governo Prodi, capogruppo del Partito Democratico al Senato della Repubblica nella XVI Legislatura e ministra per i rapporti con il Parlamento nel Governo Gentiloni.

## Biografia
Nata a Modica, vive a Catania. È sposata con Melchiorre Fidelbo.
Laureatasi in Giurisprudenza nel 1978 all'Università degli Studi di Catania, nel 1981 diventa funzionario della Banca d'Italia nella filiale di Savona. Pretore a Leonforte dal 1982 al 1985, è stata sostituta procuratrice nel tribunale di Catania fino al 1987.

## Carriera politica

### Consigliera comunale di Catania
Dal 1988 al 1995 è stata consigliera comunale a Catania, città in cui vive, dapprima con il Partito Comunista Italiano e poi con il Partito Democratico della Sinistra.

### Elezione a deputata
Alle elezioni politiche del 1987 viene eletta alla Camera dei Deputati, nelle liste del Partito Comunista Italiano, nella circoscrizione di Catania (comprendente le province di Catania, Messina, Siracusa, Ragusa ed Enna). Verrà rieletta deputata alle elezioni politiche del 1992, del 1994 e del 1996 nelle liste del Partito Democratico della Sinistra.

#### Ministra per le pari opportunità
Dopo la vittoria de L'Ulivo di Romano Prodi alle elezioni politiche del 1996, e il successivo incarico di formare un esecutivo presieduto da Prodi stesso, Finocchiaro viene proposta da Prodi come ministra per le pari opportunità. Il giorno successivo, il 18 maggio 1996, giura nelle mani del Presidente della Repubblica Oscar Luigi Scalfaro come ministra per le pari opportunità nel primo governo Prodi. Come ministro per le pari opportunità propone nel 1997 un provvedimento intitolato “Misure alternative alla detenzione a tutela del rapporto tra detenute e figli minori” 40/2001 (poi modificato il 3 aprile 2007). Esso si propone l'obiettivo di evitare alle donne incinte e alle madri con figli minori di 10 anni la pena detentiva all'interno delle prigioni, e a consentire loro di scontare presso il proprio domicilio o, nel caso ne fossero sprovviste, in case-famiglia la loro condanna. Le condizioni per accedere a queste pene alternative sono quelle di aver scontato un terzo della pena oppure i 15 anni nei casi di ergastolo, o ancora quella di dover scontare un residuo pena di quattro anni o meno. Il giudice inoltre può, ove ragionevoli motivi a tutela dello sviluppo psicofisico del minore lo rendano raccomandabile, estendere l'applicazione della norma anche alla madre di prole con età superiore ai dieci anni.

#### Presidente della 2ª Commissione Giustizia della Camera
Cessato l'incarico di ministra nel governo Prodi I, ricopre poi il ruolo di Presidente della 2ª Commissione Giustizia, lasciato vacante da Giuliano Pisapia, fino alla fine della XIII legislatura. Nel 2001 conferma il suo seggio alla Camera dei deputati candidandosi con i Democratici di Sinistra.

### Elezione a senatrice
Alle elezioni politiche del 2006 si candida al Senato e ottiene un nuovo mandato parlamentare risultando eletta nella circoscrizione Sicilia per la lista de L'Ulivo. Nella XV Legislatura viene nominata capogruppo a Palazzo Madama del gruppo parlamentare de L'Ulivo. È stata membro della segreteria nazionale dei DS, di cui è anche stata responsabile del settore giustizia.
Nel 2007 è stata uno dei 45 membri del Comitato nazionale per il Partito Democratico; il 7 novembre, a seguito della costituzione del gruppo parlamentare del PD, ha ricevuto l'incarico di capogruppo al Senato della Repubblica.

### Candidatura alla Presidenza della Regione Siciliana
In vista della convocazione delle elezioni regionali in Sicilia del 2008, viene candidata alla presidenza della Regione Siciliana, venendo appoggiato da una coalizione di centro-sinistra composta, oltre dal PD, da: La Sinistra l'Arcobaleno, Italia dei Valori e la lista civica "Per la Sicilia - Anna Finocchiaro Presidente". Alla tornata elettorale del 13 aprile Finocchiaro viene sconfitta, ottenendo il 30,38% dei voti contro Raffaele Lombardo, segretario federale del Movimento per le Autonomie ed ex presidente della Provincia di Catania, che ottiene oltre il 65%.

### Capogruppo PD nella XVI legislatura

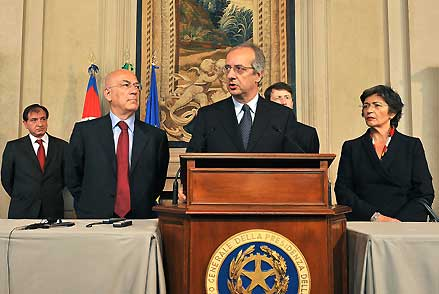
Anna Finocchiaro, Antonello Soro e Walter Veltroni alle consultazioni al Quirinale il 7 maggio 2008.

Il 29 aprile 2008 è riconfermata capogruppo al Senato del PD per la XVI Legislatura. Nominata ministro per i rapporti con il Parlamento nel Governo ombra del Partito Democratico dal 9 maggio 2008 al 21 febbraio 2009, svolge tale funzione in quanto Capogruppo al Senato, in collaborazione con il suo omologo alla Camera Antonello Soro.
Nel dicembre 2012 si candida alle primarie per i candidati al Parlamento del PD nella provincia di Taranto, ottenendo con 5.151 preferenze il primo posto tra i candidati. La direzione nazionale del PD candida Finocchiaro al Senato della Repubblica Italiana come capolista della lista PD nella regione Puglia. Anna Finocchiaro è eletta senatrice, ma, a sorpresa, in Puglia il Centrosinistra (con il 28,4% dei voti) è sopravanzato dal Centrodestra (34,4%) e non ottiene il premio di maggioranza al Senato per la regione.
A marzo, in seguito alle elezioni, insieme a molti altri colleghi del Parlamento, aderisce al progetto "Riparte il futuro" firmando la petizione che ha lo scopo di revisionare la legge anti-corruzione modificando la norma sullo scambio elettorale politico-mafioso (416 ter) entro i primi cento giorni di attività parlamentare. All'elezione del Presidente della Repubblica del 2013 la senatrice fu proposta come possibile candidata al Quirinale, su cui però non si trovò un accordo.
Ha fatto parte della direzione nazionale del PD fino al 17 dicembre 2013.

### Presidente della 1ª Commissione Affari Costituzionali del Senato
Il 7 maggio 2013 è eletta Presidente della 1ª Commissione permanente (Affari costituzionali, della Presidenza del Consiglio e dell'Interno, ordinamento generale dello Stato e della Pubblica Amministrazione).
Durante la sua presidenza la commissione ha lavorato più di tre mesi sul disegno di legge costituzionale che prevede l'abolizione del bicameralismo perfetto e la modifica della struttura e delle funzioni della "Camera Alta", diventando anche Relatrice di maggioranza della legge insieme al collega Roberto Calderoli. Il testo è stato approvato dall'aula del Senato l'8 agosto 2014 e quindi è stato inviato alla Camera. Nella seduta del 21 luglio 2014 durante la discussione sul disegno di legge la ministra per le Riforme Costituzionali Maria Elena Boschi ha ringraziato pubblicamente a nome del governo la presidente Finocchiaro per il modo con cui ha condotto i lavori in commissione.
Il 21 gennaio 2016 è confermata Presidente della 1ª Commissione Affari Costituzionali coi voti di PD, NCD e ALA.
Lavora in Parlamento per realizzare la riforma costituzionale e nel 2016 prende posizione a favore del sì al referendum costituzionale dichiarando: "Si supera il bicameralismo perfetto, realizzando un'esigenza sentita già dai Costituenti."

### Ministro per i rapporti con il Parlamento
A seguito delle dimissioni di Matteo Renzi da Presidente del Consiglio, per la bocciatura della riforma costituzionale Renzi-Boschi e dell'esito fallimentare del referendum costituzionale del 2016, il 12 dicembre 2016 è stato designata dal Presidente del Consiglio incaricato Paolo Gentiloni come ministra per i rapporti con il Parlamento, giurando il giorno stesso come ministra nel governo Gentiloni davanti al Presidente della Repubblica Sergio Mattarella, succedendo a Maria Elena Boschi e ritornando ministra 20 anni dopo il primo incarico ministeriale.

### Addio al Parlamento
Dopo 31 anni trascorsi ininterrottamente in Parlamento, 19 alla Camera e 12 al Senato, non si ricandida più alle elezioni politiche del 2018. In seguito alle elezioni, viene assunta come consulente giuridico dal ministro per la Giustizia Andrea Orlando. Il successivo ministro Alfonso Bonafede decide però di non avvalersi ulteriormente della sua consulenza.
In seguito a ciò, Finocchiaro fa domanda di pensionamento, la quale è accolta dal Consiglio Superiore della Magistratura il 20 dicembre 2018.

## Critiche

### Il legame con Andò
Finocchiaro è stata oggetto di diverse critiche durante la campagna elettorale per le elezioni regionali in Sicilia del 2008: in un'intervista rilasciata a Repubblica TV la senatrice siciliana dichiara che la redazione del suo programma è affidata ad una squadra di consulenti a capo della quale è il giurista Salvo Andò. Il giurista era accusato del reato di voto di scambio riferito al 1989, da cui anni dopo venne assolto, e per una vicenda di tangenti relative alla costruzione del Centro fieristico le Ciminiere di Catania, per cui, dopo la condanna in primo grado, nel 2004 la Cassazione ne dichiarò la prescrizione.
Finocchiaro replicherà difendendo il suo collaboratore, da lei definito "una persona di grande livello culturale, un cultore del diritto pubblico".

### La sanità siciliana e l'appalto Solsamb
Nel 2010 l'agenzia giornalistica SudPress scrive che dietro l'alleanza stipulata tra il Movimento per le Autonomie ed il Partito Democratico per la costituzione del governo regionale vi sarebbe stato anche un accordo per agevolare la ditta Solsamb, di cui è amministratore delegato il marito di Finocchiaro, Melchiorre Fidelbo. La vicenda risale al 2007, quando il consorzio Sda (di cui fa parte la Solsamb) presenta all'allora Asl 4 un progetto per la costruzione di un poliambulatorio a Giarre. L'azienda di Fidelbo si sarebbe dovuta occupare della realizzazione del sistema informatico della struttura. Tre giorni dopo la formulazione della richiesta, l'ispettore regionale dà il via libera ai lavori, ma l'iter necessario a sbloccare i finanziamenti ministeriali previsti per questo genere di presidi è lungo, e richiede la presentazione di un nuovo piano. Piano che Fidelbo deposita nell'estate del 2010, subito dopo le elezioni regionali che hanno visto la vittoria di Lombardo. Verso la fine dell'anno tuttavia l'assessore regionale alla Sanità, il tecnico Massimo Russo, annuncia un'indagine per chiarire i contorni del fatto e capire perché l'appalto sia stato assegnato non dalla Regione ma dall'Azienda sanitaria e senza la convocazione di una gara. Nel febbraio 2011 il direttore dell'ASP di Catania (prima Asl 4) firma una delibera di autotutela e revoca la commessa.
Dopo la pubblicazione dell'inchiesta da parte di SudPress, Anna Finocchiaro querela l'agenzia stampa. La testata giornalistica SudPress precisa di non aver mai ricevuto alcuna querela in merito ai fatti relativi alla vicenda Solsamb.
Il 25 ottobre 2012 Fidelbo viene rinviato a giudizio in relazione all'affare Solsamb per abuso di ufficio e truffa; è accusato di aver fatto pressioni indebite sui dirigenti dell'Azienda sanitaria con lo scopo di ottenere l'appalto. A novembre 2015 il PM richiede la condanna di 1 anno a tutti gli imputati del processo. Nel giugno del 2016 viene condannato per abuso di ufficio a nove mesi di reclusione, con sospensione della pena. Il 12 maggio del 2018 viene assolto nel giudizio di appello.